# Oded Peled
Oded Peled (ur. 31 maja 1950 w Hajfie) – izraelski pisarz tworzący w języku hebrajskim, poeta, prozaik, tłumacz i edytor. 
Studia anglistyczne i politologiczne ukończył w 1974 na Uniwersytecie w Hajfie. Debiutował książką prozatorską "Urodziny". Wydał 12 tomów oryginalnej twórczości, zarówno prozę, jak i poezję, z przewagą tej ostatniej. Tłumacz Whitmana, Conrada, Faulknera, Hemingwaya, Bellowa i wielu innych. W latach 1995–1996 był naczelnym redaktorem wydawnictwa "Gvanim". Opublikował antologię "My Yellow Robe. The Holocaust in the Poetry of the Second Generation", której podtytuł definiuje pokoleniowo poezję, której Peled jest znamienitym przedstawicielem. Uczestniczył w wielu europejskich festiwalach poetyckich, m.in. w festiwalu berlińskim w 1989 r., w 1994 r. był pisarzem rezydentem uniwersytetu w Oksfordzie. W uznaniu za swą twórczość Peled został uhonorowany Nagrodą Premiera Państwa Izrael za tłumaczenia (1990) i dwukrotnie za twórczość poetycką (w latach 1997 i 2007).